# Thevetia bicornuta
Thevetia bicornuta är en oleanderväxtart som beskrevs av Müll. Arg.. Thevetia bicornuta ingår i släktet Thevetia och familjen oleanderväxter. Inga underarter finns listade i Catalogue of Life.